# 우자와 쇼타로
우자와 쇼타로 (鵜澤正太郎, 1997년 1월 22일 ~ )는 일본의 배우, 성우이다. 지바현 출생. 81 프로듀스 소속.

## 참가 작품

### 영화
- 《마이 마이 신코 이야기》 (2009)
- 《우주쇼에 어서오세요》 (2010)
- 《컬러풀 (영화)》 (2010)
- 《킹 오브 프리즘 -유어 엔드리스 콜- 모두 빛나라! 프리즘 투어즈》 (2025) - 우시미츠 역